# هيو مارتن
هيو مارتن (3 أغسطس 1947 في زيمبابوي - ) (بالإنجليزية: Hugh Martin)‏ هو لاعب كريكت جنوب أفريقي.

## وصلات خارجية
- هيو مارتن على موقع إي آس بي آن كريك إنفو (الإنجليزية)